# 직산 사산성
직산 사산성(稷山 蛇山城)은 대한민국 충청남도 천안시 직산읍에 있는 해발 176m 성산의 계곡을 감싸고 둘러쌓은 성이다. 1997년 8월 5일 대한민국의 충청남도의 기념물 제104호로 지정되었다.

## 개요
테뫼식 산성과 포곡식 산성이 함께 연결된 산성이다. 테뫼식 산성의 규모는 동서 길이 300m에 남북 너비 150m이며 성의 둘레는 약 750m 정도이다.
포곡식 산성은 길이가 1,030m로 테뫼식 산성의 동서 양단에서 시작되어 그 바깥쪽 연장되어 있는 능선에 성벽을 쌓았으며 북쪽의 경사면 밑에 있는 좁다란 계곡을 둘러쌓았다. 성벽의 구조는 테뫼식 산성에서는 약간의 돌덩이를 흙과 혼합하여 쌓은 부분도 조사되었고, 포곡식 산성에서는 흙을 층층이 다져 쌓았다.
두 가지 형식의 산성가운데 테뫼식 산성이 먼저 쌓은 것이고, 포곡식이 뒤에 쌓은 것으로 추정된다.
《동국여지승람》에 의하면 사산성을 흙으로 쌓은 성이며, 둘레는 2,947척이며 성안에 우물터가 1개 있다고 전하나 찾을 수 없다고 기록하고 있다.
이곳에서의 출토 유물로는 백제·고구려와 관련이 있는 5~6세기 전반의 보시기류와 6세기 후반의 신라계 유물에 속하는 단각고배, 그리고 줄무늬·격자무늬를 새긴 기와조각 등이 발견되었다.
학계에서는 마한의 목지국이 쌓은 것으로 추정하기도 한다. 남아 있는 성곽의 상태가 좋으며, 문헌사 및 고고학상 매우 중요한 유적으로 평가되고 있다.

## 참고 문헌
- 《문화유적총람(성곽·관아)》, 충청남도, 1991년
- 《충남지역의 문화유적(제7집)》백제문화개발연구원, 1993년
- 《직산 사산성》, 백제문화개발연구원, 1994년
- 《천안시지》, 천안시, 1997년
- 《충청남도지정문화재해설집》, 충청남도, 2001년

## 참고 자료
- 직산 사산성 - 국가유산청 국가유산포털